# Индекс подстрок
Индекс подстрок — это структура данных, позволяющая производить поиск подстроки в тексте или наборе текстов за сублинейное время. Это значит, что имея документ {\displaystyle S} длины {\displaystyle n} или набор документов {\displaystyle D=\{S^{1},S^{2},\dots ,S^{d}\}} общей длины {\displaystyle n}, вы можете найти все вхождения образца {\displaystyle P} за {\displaystyle o(n)} (См. O-нотация). Словосочетание полнотекстовый индекс также иногда используется для обозначения индекса всех подстрок текста, но является неоднозначным, так как также используется для обозначения обычных индексов слов, например, инвертированного индекса.
Некоторые индексы подстрок:
- Суффиксный автомат
- Суффиксное дерево
- Суффиксный массив
- Индекс N-грамм
- FM-индекс[англ.]
- LZ-индекс